# 山本翔也
山本 翔也（やまもと しょうや、1988年10月12日 - ）は、福井県武生市（現在の越前市）出身の元プロ野球選手（投手）・コーチ。

## 経歴

### プロ入り前
熱烈な阪神ファンである実父の影響を受けて、武生南小学校3年生の時に、実父が監督を務める少年野球チームの「武生南ブルーウェーブ」で野球をスタート。武生第二中学校時代には、「武生ボーイズ」に所属した。福井工大福井高校へ進学すると、1年生の夏に甲子園の全国大会へ福井県代表として出場（登板機会なし）。1年生の秋からは、エースとして活躍した。
高校からの卒業後に法政大学へ進学したが、先輩の二神一人、同期の加賀美希昇、2年後輩の三嶋一輝などの控えに甘んじたため、東京六大学野球のリーグ戦にわずか3試合（4イニング）登板しただけで卒業した。卒業後に王子製紙（現在の「王子ホールディングス」）へ入社すると、ティッシュペーパーの原料を扱う部署へ配属され、硬式野球部でプレー。入社1年目に愛知県連盟会長杯で優秀投手賞を受賞して主戦格に成長すると、同年から3年連続でチームを都市対抗に導いた。
2013年のNPBドラフト会議で、阪神タイガースから5巡目で指名。契約金5000万円、年俸540万円（金額は推定）という条件で入団した。背番号は47。二神とは大学以来のチームメイトになった。

### プロ入り後
2014年には、入寮の翌日（1月8日）に右膝の違和感を訴えて病院で診察を受けたが、大事に至らず、同年の新人選手では梅野隆太郎と共に春季キャンプの「沖縄組」へ抜擢された。2003年から春季キャンプの参加選手を「沖縄組」と「安芸組」に振り分けている阪神で、ドラフト5巡目以下の指名で入団した新人投手をキャンプの最初から「沖縄組」へ参加させた事例は、山本が初めてである。キャンプの後から二軍へ回ったが、7月17日のフレッシュオールスターゲーム（長崎ビッグNスタジアム）にウエスタン・リーグ選抜の7番手投手として7回裏に登板（1イニングを投げて被安打0・奪三振2を記録）すると、同月27日の対広島東洋カープ戦（MAZDA Zoom-Zoom スタジアム広島）で一軍公式戦へデビュー。その後も公式戦1試合に登板したが、2試合通算で左打者に4打数3安打と打ち込まれたことから、首脳陣は「対左打者用のリリーフとしては使いづらい」と判断され、7月末以降は一軍から遠ざかった。
2015年には、公式戦の開幕を二軍で迎え、ウエスタン・リーグ公式戦では5月に11登板試合連続無失点を記録し、開幕から通算24回3分の1イニングで3点しか失っていないことも背景に、同月30日の対埼玉西武ライオンズ戦（西武プリンスドーム）で、シーズン初の一軍公式戦登板。7点ビハインドで迎えた6回裏からの救援登板ながら、西武の強打者トリオ（4番：中村剛也、5番：エルネスト・メヒア、6番：森友哉）から3者連続三振を奪うなど、2イニングを無失点に抑えた。6月9日にいったん登録を抹消されたが、先発投手としてウエスタン・リーグ公式戦で好投を続けた後に、7月4日に再登録。球団通算10,001試合目の公式戦に当たる同日の対横浜DeNAベイスターズ戦（横浜スタジアム）で一軍初先発を果たすと、5回2失点という内容で初勝利を挙げるとともに、チーム3日ぶりのセントラル・リーグ首位浮上に貢献した。8月19日の対読売ジャイアンツ戦（東京ドーム）5回裏には、9点を失った後の一死満塁から登板し、最初に対戦した打者から2者連続二塁打を打たれるなど、二死を取るまでに3被安打・2与四球で3点を失ったため、球団史上ワーストの公式戦1イニング12失点に名を連ねてしまった。翌20日に登録を抹消されると、そのままシーズンを終了。シーズン通算では、一軍公式戦7試合に登板したが、初勝利を挙げたDeNA戦以外はすべて救援での起用であった。
2016年・2017年には、いずれも一軍公式戦への登板が6試合にとどまった。2017年には、ウエスタン・リーグ公式戦で、ロマン・メンデス（52試合）に次ぐリーグ2位（左投手では1位）の48試合に登板。5勝1敗、防御率2.91を記録した。シーズン終了後の秋季キャンプからは、スリークォーターだった投球フォームをサイドスローへ変更した。
2018年には、一軍公式戦での登板機会が、5月11日の対広島戦（マツダスタジアム）での救援登板（3回5失点）のみにとどまった。10月4日に球団から戦力外通告を受けたことを機に、11月13日に12球団合同トライアウト（タマホームスタジアム筑後）へ参加。もっとも、「野球生活に区切りを付ける」という目的での参加だったことから、トライアウト後には現役生活を退くことを決意した。12月2日付で、NPBから自由契約選手として公示。

### 現役引退後
2019年1月から、大手の総合保険代理店であるコア・ライフプランニングの大阪本社に勤務している（詳細後述）。2020年時点で本社営業部2課主任、2020年度MDRT成績資格会員。
2023年12月30日、2024年からの関西独立リーグ（さわかみ関西独立リーグ）・堺シュライクスの投手コーチ就任が発表された。

## 選手としての特徴
最速142km/hのストレート、スライダー、カーブ、チェンジアップが武器で、「コントロールに困ったことがない」と自負する抜群の制球力を武器とする。阪神入団後の2015年からは、新たに習得したシュートをチェンジアップと共に駆使したり、カーブの精度を高めたりしながら投球の幅を広げている。
阪神4年目の2017年シーズン終了後からサイドスローへ転向したが、転向前の投球フォーム（スリークォーター）も、左腕投手だった阪神OBの遠山奨志の投球フォーム（サイドスロー）に似ていたため、阪神の首脳陣からは、遠山のように勝負どころの救援登板で左の強打者を抑えることを期待されていた。阪神での5年間で一軍公式戦への登板は22試合にとどまったが、筒香嘉智を通算で5打数無安打に抑えていた。

## 人物
2013年のドラフト会議当日は、王子の硬式野球部がある愛知県内の知人宅で、会議のテレビ中継を見ていた。会議でなかなか自分の名前が呼ばれず、途中から諦め半分で携帯ゲームに興じていたため、中継を通じて阪神からの5巡目指名を知った時には驚きを隠せなかったという。
2014年1月7日に他の新人選手と共に虎風荘へ入寮した際に、王子のグループ会社・王子ネピアの製品である高級ティッシュペーパー「鼻セレブ」を詰め込んだ段ボール1箱を持参。この模様を取材した報道陣から、古巣の社名・主力製品に同年齢の投手である斎藤佑樹の愛称（ハンカチ王子）を重ね合わせる格好で「ティッシュ王子」という愛称を付けられた。
現役引退を機にコア・ライフプランニングへ入社したのは、同社で代表取締役を務める横山太一が大の阪神ファンで、社内の草野球チームへ参加していることによる。横山は、所属するチームが社内の草野球で大敗したことから、草野球チームのエースになれる投手を探すつもりで12球団合同トライアウトを視察。阪神球団から山本への戦力外通告を新聞で知っていたことや、名古屋支社に勤務する社員から山本に会うことを勧められていたこともあって、会場のタマホームスタジアムで山本へ直々に入社を打診したという。ちなみに、同社には元Jリーガーや剣道の元・全日本チャンピオンが社員として在籍しているが、プロ野球経験者を社員として採用した事例は山本が初めてである。

## 詳細情報

### 年度別投手成績
| 年 度    | 球 団    | 登 板 | 先 発 | 完 投 | 完 封 | 無 四 球 | 勝 利 | 敗 戦 | セ 丨 ブ | ホ 丨 ル ド | 勝 率 | 打 者 | 投 球 回 | 被 安 打 | 被 本 塁 打 | 与 四 球 | 敬 遠 | 与 死 球 | 奪 三 振 | 暴 投 | ボ 丨 ク | 失 点 | 自 責 点 | 防 御 率 | W H I P |
| -------- | -------- | ----- | ----- | ----- | ----- | -------- | ----- | ----- | -------- | ----------- | ----- | ----- | -------- | -------- | ----------- | -------- | ----- | -------- | -------- | ----- | -------- | ----- | -------- | -------- | ------- |
| 2014     | 阪神     | 2     | 0     | 0     | 0     | 0        | 0     | 0     | 0        | 0           | ----  | 6     | 1.0      | 3        | 0           | 0        | 0     | 0        | 1        | 0     | 0        | 1     | 1        | 9.00     | 3.00    |
| 2015     | 阪神     | 7     | 1     | 0     | 0     | 0        | 1     | 0     | 0        | 0           | 1.000 | 46    | 10.2     | 11       | 0           | 3        | 0     | 0        | 10       | 0     | 0        | 5     | 5        | 4.22     | 1.31    |
| 2016     | 阪神     | 6     | 0     | 0     | 0     | 0        | 0     | 0     | 0        | 0           | ----  | 14    | 3.1      | 3        | 0           | 1        | 0     | 0        | 1        | 0     | 0        | 2     | 2        | 5.40     | 1.20    |
| 2017     | 阪神     | 6     | 0     | 0     | 0     | 0        | 0     | 0     | 0        | 0           | ----  | 38    | 7.2      | 10       | 1           | 3        | 0     | 0        | 3        | 1     | 0        | 6     | 5        | 5.87     | 1.70    |
| 2018     | 阪神     | 1     | 0     | 0     | 0     | 0        | 0     | 0     | 0        | 0           | ----  | 17    | 3.0      | 4        | 2           | 4        | 0     | 0        | 1        | 0     | 0        | 5     | 5        | 15.00    | 2.67    |
| NPB：5年 | NPB：5年 | 22    | 1     | 0     | 0     | 0        | 1     | 0     | 0        | 0           | 1.000 | 121   | 25.2     | 31       | 3           | 11       | 0     | 0        | 16       | 1     | 0        | 19    | 18       | 6.31     | 1.64    |

- 2018年度シーズン終了時

### 年度別守備成績
| 年 度 | 投手  | 投手  | 投手  | 投手  | 投手  | 投手     |
| 年 度 | 試 合 | 刺 殺 | 補 殺 | 失 策 | 併 殺 | 守 備 率 |
| ----- | ----- | ----- | ----- | ----- | ----- | -------- |
| 2014  | 2     | 0     | 0     | 0     | 0     | ---      |
| 2015  | 7     | 1     | 2     | 0     | 0     | 1.000    |
| 2016  | 6     | 0     | 1     | 0     | 1     | 1.000    |
| 2017  | 6     | 0     | 1     | 0     | 1     | 1.000    |
| 2018  | 1     | 0     | 0     | 0     | 0     | .000     |
| 通算  | 22    | 1     | 4     | 0     | 1     | 1.000    |

- 2018年度シーズン終了時

### 記録
投手記録
- 初登板：2014年7月27日、対広島東洋カープ13回戦（MAZDA Zoom-Zoom スタジアム広島）、5回裏無死に2番手で救援登板、1/3回無失点
- 初奪三振：同上、5回裏にキラ・カアイフエから空振り三振
- 初先発登板・初勝利・初先発勝利：2015年7月4日、対横浜DeNAベイスターズ12回戦（横浜スタジアム）、5回2失点

### 背番号
- 47（2014年[8] - 2018年、2024年 - ）